# Route secondaire 11300 (Estonie)
La route Lagedi–Aruküla–Peningi (en estonien : Lagedi–Aruküla–Peningi tee) ou route 11300 est une route secondaire du comté de Harju en Estonie.

## Description
La route traverse le communes de Rae et Raasiku.
La longueur de la route est de 16,4 kilomètres.
La route commence au quatrième kilomètre de la rocade de Tallinn, à la frontière des villages de Soodevahe et Ülejõe dae la commune de Rae et se termine au dix-septième kilomètre de la route Aruvalla-Jägala, à la frontière des villages de Tõhelgi et Peningi de la commune de Raasiku.
La route traverse Soodevahe, Ülejõe, Kopli, Kadaka, Kulli, Järsi, Igavere, Kalesi, Tõhelgi, Peningi, Lagedi et le bourg d'Aruküla.
La route traverse un pont, le pont Kepsu sur la rivière Pirita au deuxième kilomètre, et onze ponceaux.